# Xiuladora capnegra
La xiuladora capnegra (Pachycephala monacha) és un ocell de la família dels paquicefàlids (Pachycephalidae).

## Hàbitat i distribució
Habita boscos i manglars de les illes Aru i Nova Guinea central.